# Tatort: Azra
Azra ist ein Fernsehfilm aus der Krimireihe Tatort. Der vom ORF produzierte Beitrag ist die 1239. Tatort-Episode und wurde am 29. Mai 2023 im SRF, im ORF und im Ersten ausgestrahlt. Es ist der 55. Fall des österreichischen Ermittlers Moritz Eisner und der 31. gemeinsame Fall des Ermittlerteams Eisner/Fellner.

## Handlung
Luka Datviani, Angehöriger eines georgischen Mafia-Clans, wird nach einem Streit in der Bar Bassiani aus dem Hinterhalt erschossen. Moritz Eisner und Bibi Fellner ermitteln. Lukas Bruder Beka, Chef des Clans, bietet den Polizisten die Kooperation des Clans an, wenn sie von der Polizei auch über deren Ergebnisse informiert würden. Darauf gehen die beiden nicht ein.
Eisners Kollegin Eva Brunner aus dem Wirtschaftsdezernat informiert Eisner und Fellner über die Aussage einer V-Person, dass Beka Luka erschossen habe. Allerdings gibt es dafür keine handfesten Beweise.
Eisner, der die Polizei-Informantin Azra kennt, sorgt dafür, dass sie im Clan zu einer Leibwächterin des Chefs Beka Datviani aufsteigen kann. Obwohl Brunner Azra zurückbeordert, ermöglicht Eisner ihr, eine letzte Schicht bei Datviani anzutreten, auf der sie nach einem Beweisstück suchen will. Dafür stattet er sie mit einer Wanze aus. Azra findet einen Schließfach-Schlüssel. Beim mit Eisner vereinbarten Treffpunkt taucht sie aber nie auf. Die Polizei sucht verdeckt nach Azra.
Die Polizisten finden heraus, dass Irakli Datviani, Sohn des Clan-Chefs, Azra entführt hat. Er zeigt Azra seinem Vater, der Irakli eine Pistole mit dem Auftrag gibt, Azra zu töten. Bevor er jedoch Azra erschießen kann, greifen Eisner und Fellner ein. Beka und Irakli Datviani werden verhaftet, Azra gibt Eisner den Schlüssel.
Im Schließfach finden die Ermittler 50.000 Euro und Pässe sowie einen Ring, den der ermordete Luka Datviani getragen hatte.
Schließlich kommt jedoch heraus, dass Beka Datviani Azras Bruder hatte ermorden lassen. Um diesen zu rächen, schlich Azra sich als Polizei-Informantin bei dem Clan-Chef ein. Sie ermordete Bekas Bruder Luka und legte falsche Spuren, die als Indizien zur Verurteilung von Beka Datviani führen würden. Nun meint sie, Eisner und Fellner müssen ihre Erkenntnisse für sich behalten, da sonst auch die von ihr gesammelten Indizien bezüglich Datvianis tatsächlich begangener Verbrechen vor Gericht nicht mehr verwertbar wären und er wieder freikommen würde. Wütend und enttäuscht verlässt Eisner die Wohnung, Fellner folgt ihm. Eisner sagt zu ihr, Azra habe Recht damit, dass „die Welt […] ein besserer Ort [wäre]“, wenn der Mörder, Menschen- und Drogenhändler und Geldwäscher „Datviani im Bau landen würde“; Fellner stimmt ihm zu. Nach kurzem Zögern fährt er fort: „Okay, gibt eh nur eines, was wir tun können.“ Fellner bejaht und holt ihre Handschellen hervor.

## Hintergrund
Der Film wurde vom 9. Juni 2022 bis zum 1. Juli 2022 in Wien und Umgebung gedreht.

## Rezeption

### Kritiken
„‚Azra‘ nimmt ziemlich scharfe Kurven, nicht jede Kurve ganz ohne Schramme. Ein bisschen viel muss am Ende ein einzelnes Wort tragen, da wird es sehr unplausibel. Doch die moralische (und polizeiliche) Klemme, in der Bibi Fellner und Moritz Eisner zuletzt stecken, die wird unaufgeregt und gleichzeitig bestürzend aufgelöst.“

### Einschaltquoten
Die Erstausstrahlung von Azra am 29. Mai 2023 wurde in Deutschland von 5,76 Millionen Zuschauern gesehen und erreichte einen Marktanteil von 21,4 % für Das Erste.